# エレオノーラ・ドゥーゼ
エレオノーラ・ドゥーゼ（Eleonora Duse 、1858年10月3日 - 1924年4月21日）はイタリアの女優。たんにドゥーゼとのみ呼ばれることも多い。

## 経歴
エレオノーラ・ドゥーゼはロンバルディア州ヴィジェーヴァノに生まれた。父と祖父がともに役者であったこともあり、彼女は4歳にして一座に加わる。彼女はサラ・ベルナールの当たり役をイタリア語で演じて有名になっていった。貧困のため、はじめのうちの彼女は休みなく働かざるをえなかった。ヨーロッパで名声を博してから南アメリカ、ロシア、ヨーロッパをツアーして回ったが、彼女の名が知られていない土地を訪れたときも、そこを去るころには国中からの賞賛を浴びるようになっていた。このころから彼女は、とりわけガブリエーレ・ダンヌンツィオの戯曲にしばしば出演するようになる。
1879年、ナポリでジャーナリストのマッティーノ・カフィエロに出会い、急速に恋愛関係になる。しかし、1年もしないうちに彼は彼女のもとを去ってしまうが、ドゥーゼはそのとき妊娠中であった。赤子は生後まもなく死んでしまい、その後まもなくカフィエロもまた死んだ。その後ドゥーゼはチェーザレ・ロッシの劇団に参加し、そこで俳優テオバルド・ケッチと出会い、2人は1881年に結婚した。1885年までに1人の娘をもうけたが、しかしドゥーゼがフラヴィオ・アンドウという別の俳優と不倫関係に陥ったため、この結婚は破綻した。

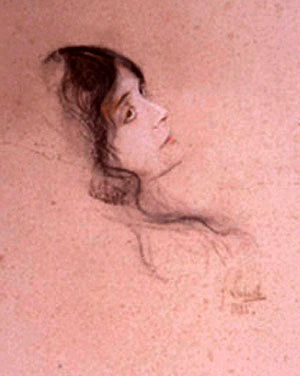
エレオノーラ・ドゥーゼの肖像画。フランツ・フォン・レンバッハ筆

このころには、役者として脂の乗り切っていた彼女の人気は上昇しはじめていた。ドゥーゼは南アメリカをツアーし、帰国した翌年には自身の劇団を立ち上げた。1895年に彼女はダヌンツィオの元を訪れ、共働して仕事に取り組んでゆくうちに2人のあいだにはロマンスが芽生えていった。しかし、ダヌンツィオが『死都』 ("La Città morta") の主役をドゥーゼではなくサラ・ベルナールに与えたため2人は猛烈な大喧嘩をし、ドゥーゼはダヌンツィオとの関係に終止符を打った。ダヌンツィオが彼女のために書いた戯曲は4本残された。
名声が高まりゆくのを歓迎したサラ・ベルナールの外交的な性格とは対照的に、ドゥーゼは内向的かつ個人主義的で、芸術家肌の演技によってしか自己を語ろうとはしなかった。この好対照の2人は、長年にわたるライバルであった。この2人がロンドンで数日と間を置かずに同じ戯曲を上演したことがあるが、両方を観劇する機会を得た人物の1人にバーナード・ショーがいる。ショーはドゥーゼの方を高く買い、伝記作家のF. Winwarにも引用された断固たる賛辞を曲げなかった。
1896年、ドゥーゼはアメリカでのツアーを大成功のうちに収めたが、時の大統領クリーブランド夫妻に至っては全公演に足を運ぶほどであった。クリーブランド夫人は、一介の女優のために茶会を催すという過去に例のない名誉をドゥーゼに与え、ワシントンの社交界に衝撃を与えた。1909年にドゥーゼは舞台を去るが、そのころ彼女はイタリアのフェミニストであるリナ・ポレッティと同性愛の関係をもっていた。ポレッティはそれ以前に作家シビッラ・アレラーモとも同様の関係にあった。2人は別離までの2年間をフィレンツェで同居して過ごした。

## 芸術的革新者
ドゥーゼの伝記作家F. Winwarは、ドゥーゼはほとんど化粧をしなかったが「道徳的な装いをまとっていた。言い換えれば、自分の性格に潜む内的な衝動や悲しみや喜びが、自分の体を表現のための媒体として用いるがままにさせておき、それはしばしば彼女自身の健康を損なうほどであった」。
感情を伝達するために既成の表現法を用いていたそれまでの俳優に対して、ドゥーゼは先駆者として新しい表現を生み出した。彼女が「自己の滅却」と呼んでいた技法で、自分の描き出そうとする登場人物の内面に心を通じ合わせ、表現を自ずから湧き起こらせるというものである。
その経歴を通じて、ドゥーゼは若い俳優や女優を援助したことで広く知られ、尊敬をかちえるようになった。ドゥーゼから影響を受けたと自認する様々なすぐれた芸術家の中には、モダン・ダンスの先駆者マーサ・グレアムやイマジズムの詩人エイミー・ローウェルなどがいる。1923年7月30日、ドゥーゼは女性としては初めて『タイム』誌の表紙を飾った。
彼女は1909年に一度引退しているが、1921年にはアメリカとヨーロッパで契約を結んで舞台に復帰している。
ドゥーゼはアメリカツアー中に、ペンシルベニア州ピッツバーグ、ホテル・シェンリーのスイートルーム524号室で65歳にして死去した。ホテル・シェンリーは現在ピッツバーグ大学のウィリアム・ピット・ユニオン（学生会館）になっている。

## ギャラリー

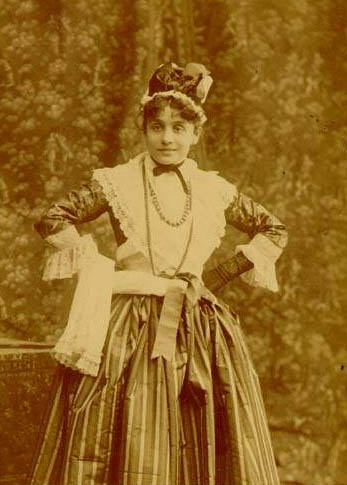
カルロ・ゴルドーニ作『宿屋の女主人』にて、1891年
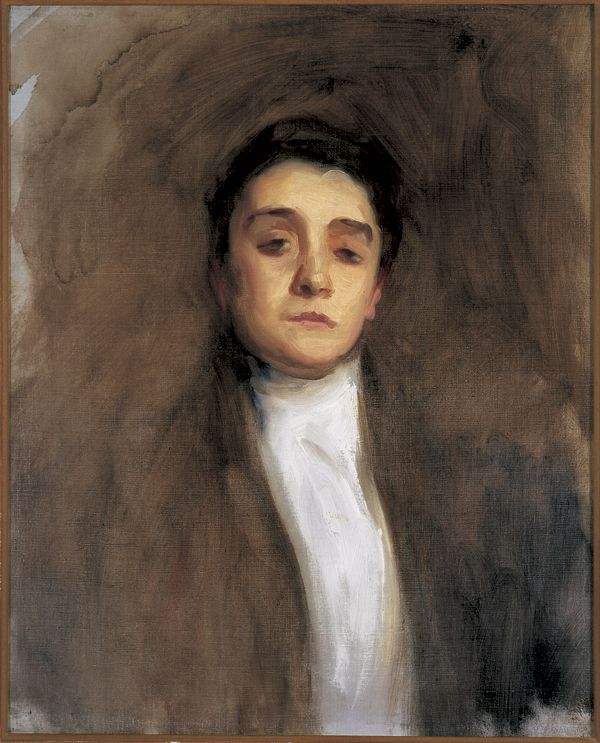
ジョン・シンガー・サージェントによる肖像画、1893年ごろ
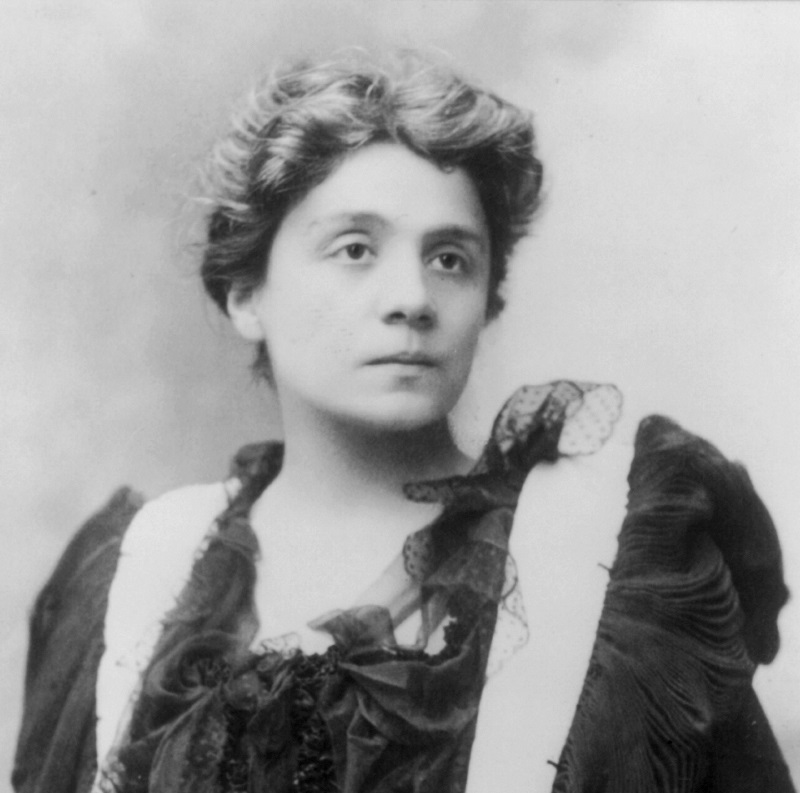
エイメ・デュポンによる写真、1896年
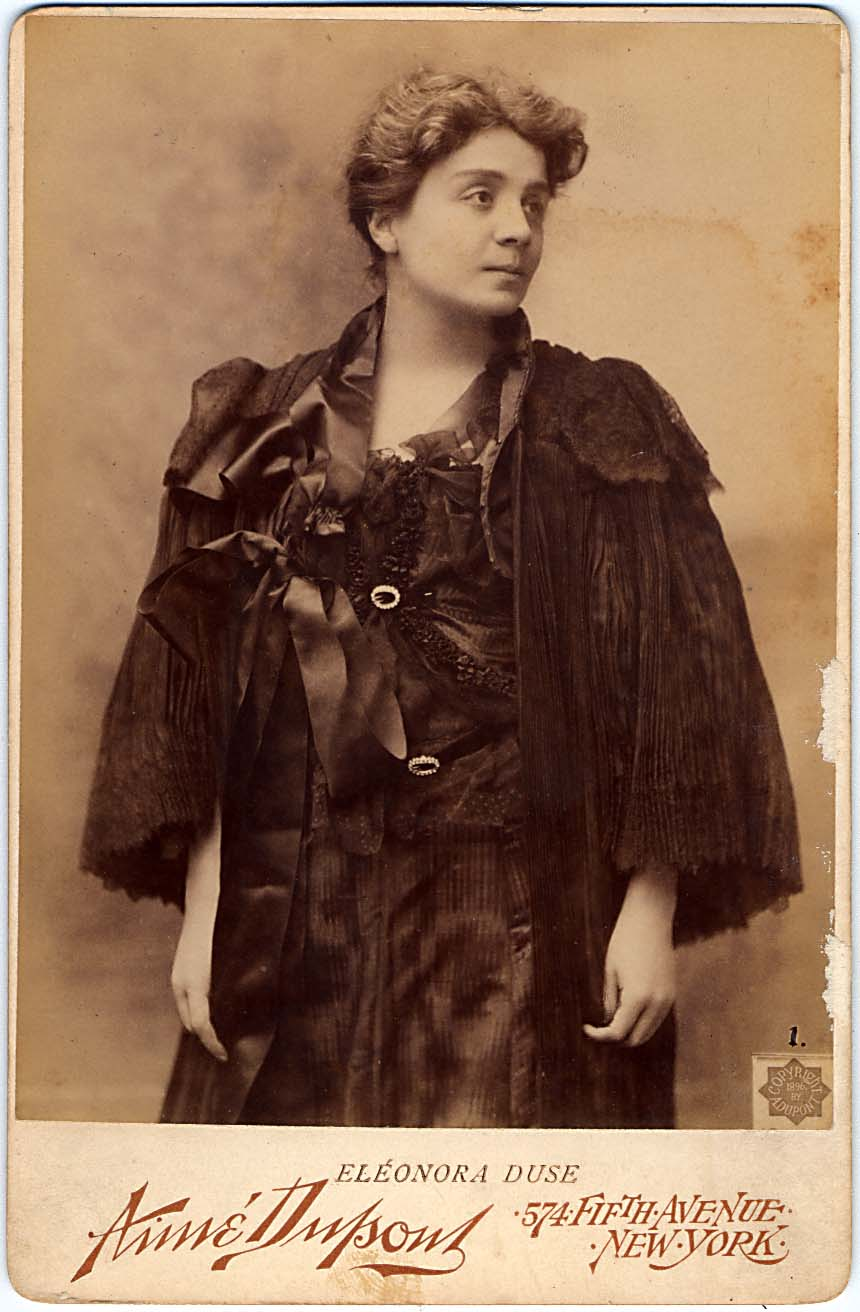
エイメ・デュポンによる写真、1896年